# Shaming
Shaming (kinesiska: 沙明, 沙明乡) är en socken i Kina. Den ligger i provinsen Hunan, i den södra delen av landet, omkring 180 kilometer söder om provinshuvudstaden Changsha. Antalet invånare är 5140. Befolkningen består av 2 459 kvinnor och 2 681 män. Barn under 15 år utgör 24,0 %, vuxna 15-64 år 66 %, och äldre över 65 år 8,0 %.
Genomsnittlig årsnederbörd är 1 778 millimeter. Den regnigaste månaden är maj, med i genomsnitt 282 mm nederbörd, och den torraste är oktober, med 22 mm nederbörd.